# کلوژر
کلوژر (به انگلیسی: Clojure) گویشی از زبان برنامه‌نویسی لیسپ است که توسط ریچ هیکی ایجاد شده‌است. این زبان، یک زبان همه‌منظوره تابعی است.
کد کلوژر به بایت‌کد ماشین مجازی جاوا کامپایل می‌شود، و بنابراین می‌توانید از کتابخانه‌های جاوا استفاده کند.

## برنامه‌نویسی هم‌روند
اکثر زبان‌های مرسوم، ویژگی‌های پایه‌ای هم‌روندی، یعنی ریسمان‌ها و قفل‌ها را در اختیار می‌گذارند. زبان‌هایی مانند جاوا، تعدادی کتابخانه کمکی نیز برای کنترل هم‌روندی اضافه می‌کنند، ولی تغییری اساسی در چگونگی طراحی برنامه‌های همروند ایجاد نمی‌کنند، و تنها میزان کد مورد نیاز را کم می‌کنند.
کلوژر به‌صورت اساسی از همهٔ لحاظها متفاوت است. کلوژر ابزارهای اولیه، ریسمان و قفل، را در اختیار نمی‌گذارد. در عوض، مدل‌های برنامه‌نویسی هم‌روند در کلوژر کاملاً متفاوت است بطوری‌که نیازی به ریسمان‌ها و قفل‌ها نیست.
به علت اینکه داده‌ساختارهای اصلی زبان تغییرناپذیر هستند، می‌توان آن‌ها را بین ریسمان‌های اجرا به اشتراک گذاشت.

## مثال‌ها

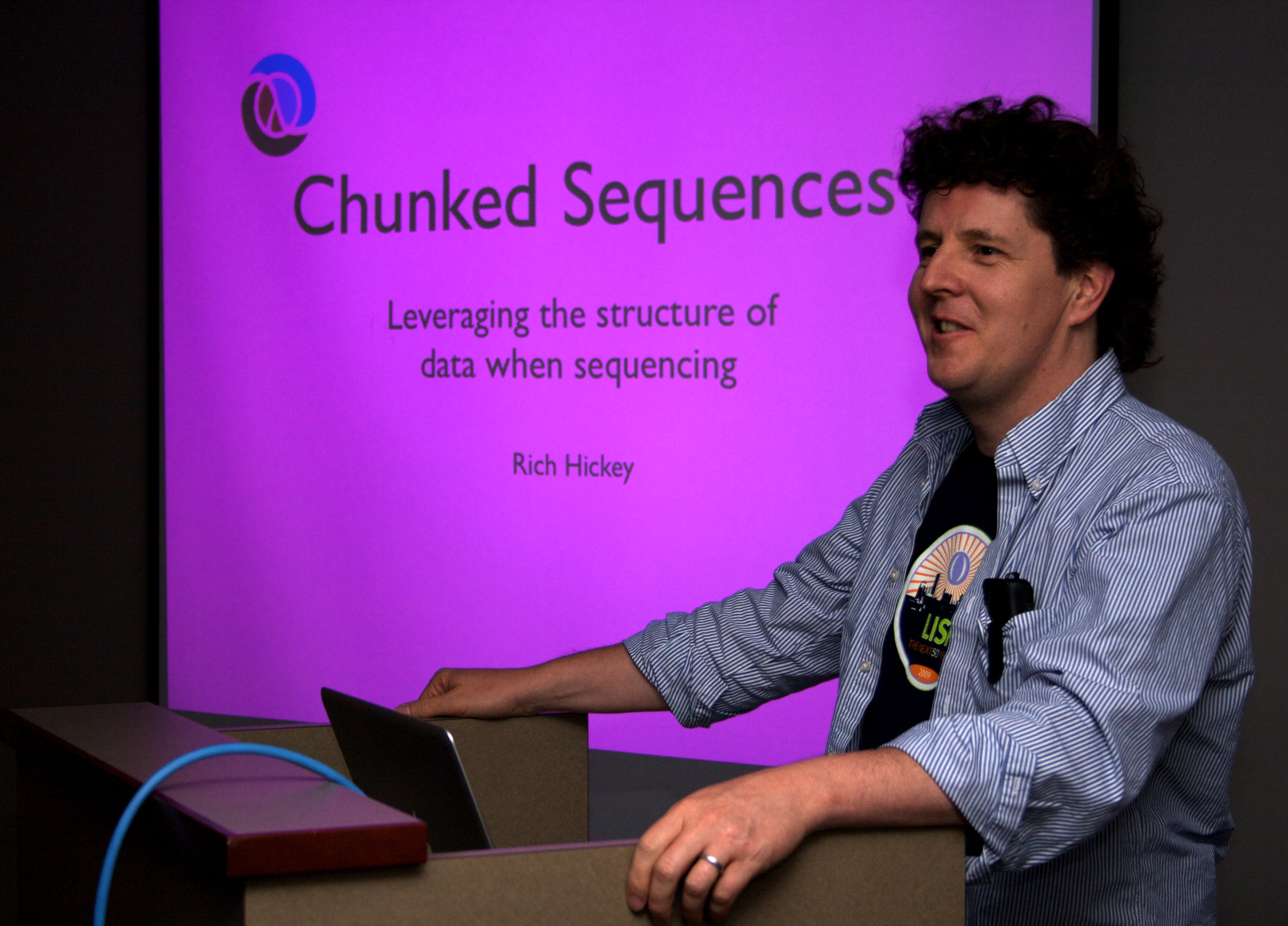
ریچ هیکی در سان فرانسیسکو

Hello World:
```
(
println
 
"Hello world!"
)

```

تعریف یک تابع:
```
(
defn
 
square
 
[x]

  
(
*
 
x
 
x
))

```